# Otwock Świder
Otwock Świder, do 2022 Świder – przystanek kolejowy w Otwocku, w dzielnicy Świder, w województwie mazowieckim.

## Ruch pasażerski[2]
| Rok  | Wymiana pasażerska na dobę |
| ---- | -------------------------- |
| 2017 | 1700                       |
| 2018 | 1400                       |
| 2019 | 1900                       |
| 2020 | 700-999                    |
| 2021 | 1000                       |
| 2022 | 1500                       |
| 2023 | 1500                       |

## Opis

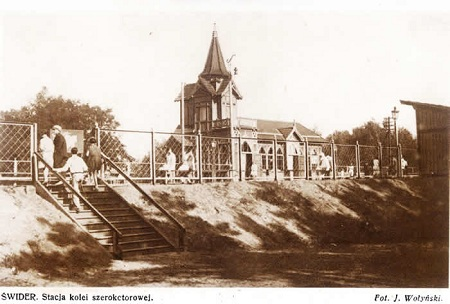
Stary budynek przystanku w stylu świdermajer

Budynek przystanku kolejowego składający się z kasy, poczekalni i oryginalnego, smukłego, skrzydlatego dachu został wybudowany w 1936 roku przez Kazimierza Centnerszwera i stanowi przykład modernizmu.
W 2010 wiata peronowa z poczekalnią została wpisana do rejestru zabytków (wraz z podobnymi obiektami znajdującymi się na tzw. linii otwockiej: Warszawa Międzylesie, Warszawa Radość, Warszawa Miedzeszyn, Warszawa Falenica, Michalin i Józefów).
W 2022 roku na wniosek samorządu Otwocka zmieniono nazwę stacji ze Świder na Otwock Świder.
Linie przebiegające przez stację:
| Przewoźnik | Linia | Trasa |
| ---------- | ----- | --- |
| SKM        | S1    | Otwock − Otwock Świder – Warszawa Falenica − Warszawa Wawer − Warszawa Wschodnia − Warszawa Śródmieście − Warszawa Zachodnia − Warszawa Ursus − Pruszków    |
| KM         | R7    | Warszawa Zachodnia − Warszawa Śródmieście − Warszawa Wschodnia − Warszawa Wawer − Warszawa Falenica − Otwock Świder – Otwock − Celestynów − Pilawa − Dęblin |